# Diables Noirs
Diables Noirs is een Congolese voetbalclub uit Brazzaville. De club werd opgericht in 1950 onder de naam "Association Sportive de la Mission". 

## Erelijst
Landskampioen
1961, 1966, 1977, 1992, 2004, 2007, 2009, 2011
Beker van Congo-Brazzaville
1989, 1990, 2003, 2005